# Юрьевское (Весьегонский район)
Юрьевское — деревня в Весьегонском муниципальном округе Тверской области.

## География
Деревня находится в северо-восточной части Тверской области на расстоянии приблизительно 12 км на юг-юго-запад по прямой от районного центра города Весьегонск.

## История
Известна с начала XVII века как вотчинная деревня Ивана Юрьевича Нелединского. В деревне насчитывалось 12 дворов (1859 год), 20 (1889), 30 (1931), 25 (1963), 10 (1993), 7 (2008)
,. До 2019 года входила в состав Ивановского сельского поселения до упразднения последнего.

## Население
Численность населения: 86 человек (1859 год), 107 (1889), 120 (1931), 70 (1963), 15 (1993), 8 (2008),, 19 (русские 95 %) в 2002 году, 9 в 2010.